# Saint-Jean-de-Serres

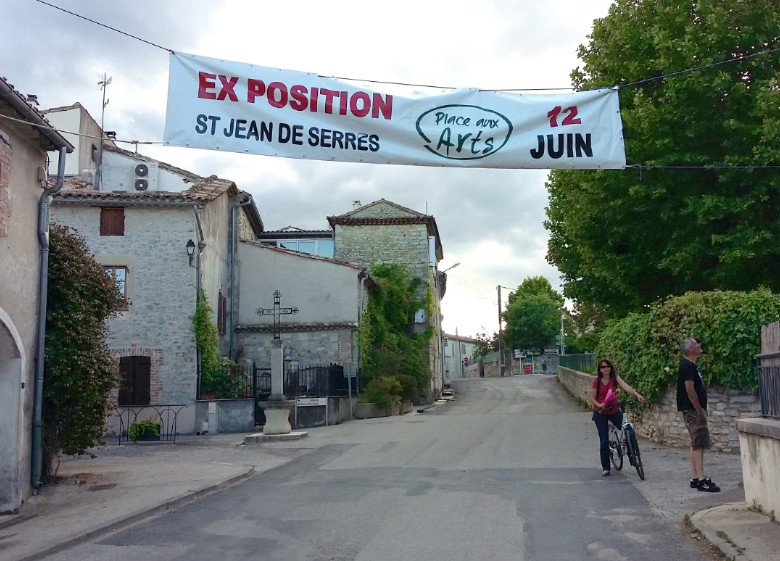
Saint-Jean-de-Serres (2016)

Saint-Jean-de-Serres ist eine französische Gemeinde im Département Gard in der Region Okzitanien (vor 2016 Languedoc-Roussillon). Sie gehört zum Kanton Quissac im Arrondissement Alès.

## Geografie
Die Gemeinde Saint-Jean-de-Serres liegt 14 Kilometer südlich von Alès und 30 Kilometer nordwestlich von Nîmes. Sie grenzt im Nordosten an Cardet, im Osten an Lédignan, im Südosten an Aigremont, im Süden an Savignargues. im Südwesten an Canaules-et-Argentières und im Nordwesten an Lézan.

## Bevölkerungsentwicklung
| Jahr                       | 1962 | 1968 | 1975 | 1982 | 1990 | 1999 | 2008 | 2020 |
| Einwohner                  | 318  | 297  | 305  | 306  | 382  | 444  | 518  | 523  |
| Quellen: Cassini und INSEE |      |      |      |      |      |      |      |      |

## Gemeindepartnerschaft
- Moratalla, Spanien